# Favara (Espagne)
Pour les articles homonymes, voir Favara.
Favara, en valencien et officiellement, (Favareta en castillan), est une commune d'Espagne de la province de Valence dans la Communauté valencienne. Elle est située dans la comarque de la Ribera Baixa et dans la zone à prédominance linguistique valencienne.

## Géographie

Localisation de Favara
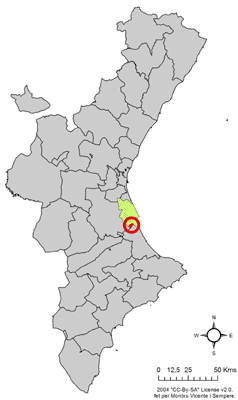
dans la Communauté valencienne.
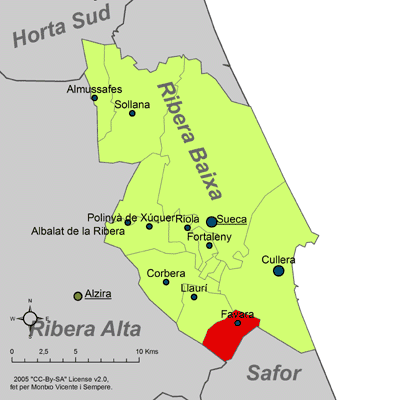
dans la comarque de la Ribera Baixa.

### Localités limitrophes
Le territoire communal de Favara est voisin de celui des communes suivantes :
Alzira, Cullera, Llaurí et Tavernes de la Valldigna, toutes situées dans la province de Valence.

## Démographie
| 1990  | 1992  | 1994  | 1996  | 1998  | 2000  | 2002  | 2004  | 2005  |
| ----- | ----- | ----- | ----- | ----- | ----- | ----- | ----- | ----- |
| 1.759 | 1.723 | 1.713 | 1.726 | 1.723 | 1.755 | 1.777 | 1.855 | 1.903 |

## Administration
Liste des maires, depuis les premières élections démocratiques.
| Législature | Nom du Maire               | Parti politique |
| ----------- | -------------------------- | --------------- |
| 1979-1983   |                            |                 |
| 1983-1987   |                            |                 |
| 1987-1991   | Cayetano Julián Victoria   |                 |
| 1991-1995   | Cayetano Julián Victoria   |                 |
| 1995-1999   | Joan Antoni Cuñat          | EUPV            |
| 1999-2003   | Joan Antoni Cuñat          | EUPV            |
| 2003-2007   | Pedro Juan Victoria Miñana | PP              |
| 2007-2011   |                            |                 |

## Jumelages
- Villelaure (France) commune située dans le département de Vaucluse et la région Provence-Alpes-Côte d'Azur (1 825 hab. en 2006) en 1990.

### Sources
- (es) Cet article est partiellement ou en totalité issu de l’article de Wikipédia en espagnol intitulé « Favareta » (voir la liste des auteurs).
- (es) Varaciones de los municipios de España desde 1842, Ministerio de administraciones públicas, octobre 2008, 364 p. (lire en ligne) [PDF]